# Contea di Fall River
La contea di Fall River ( in inglese Fall River County ) è una contea dello Stato del Dakota del Sud, negli Stati Uniti. La popolazione al censimento del 2000 era di 7 453 abitanti. Il capoluogo di contea è Hot Springs.